# Faludy György-díj

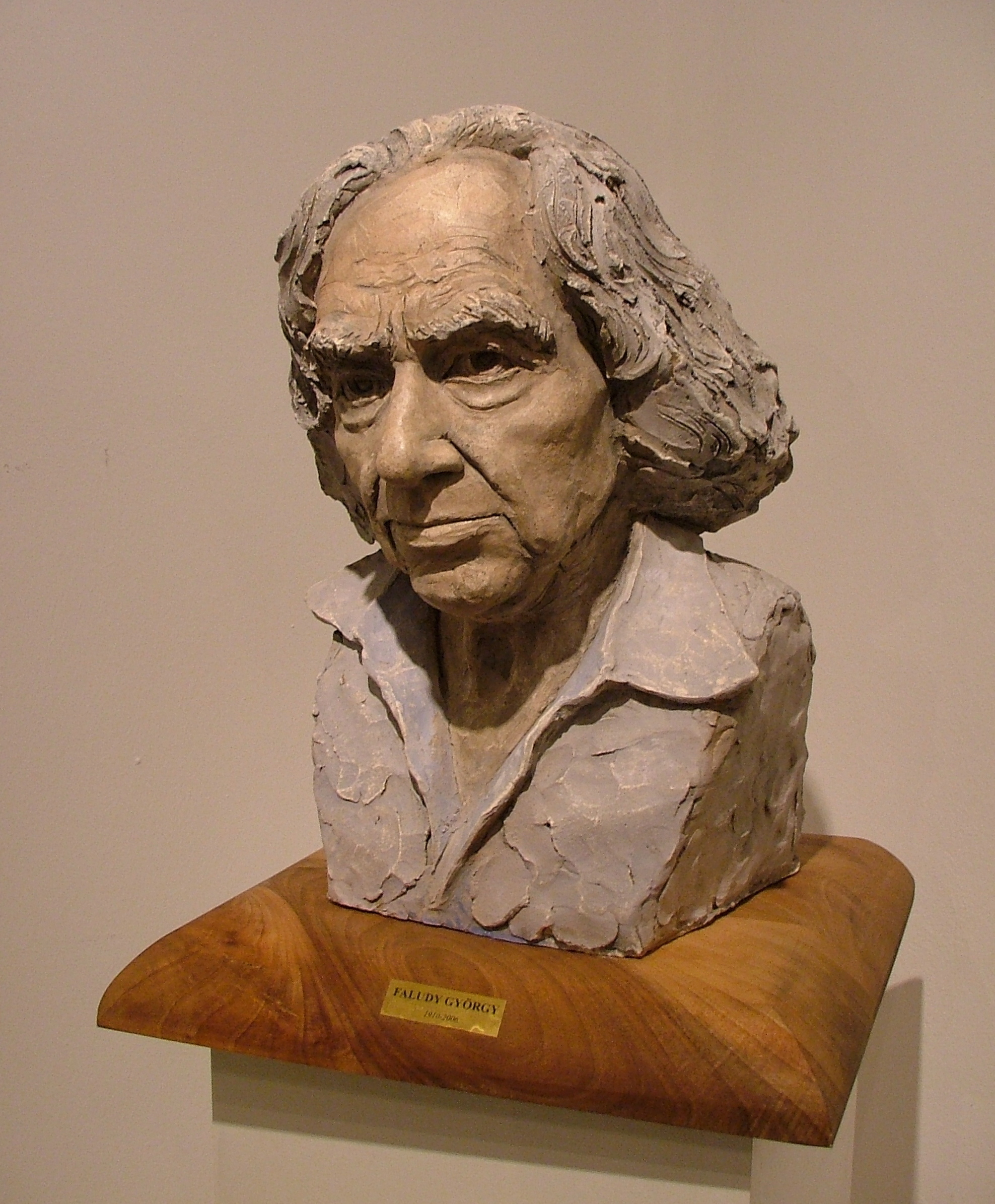
Faludy György portré, festett terrakottaszobor

A Faludy György-díjat Faludy György alapította kiadójával és az egyetem akkori vezetésével az 1990-es évek elején annak emlékére, hogy a legsikeresebb korai estjét Szegeden tartotta körülbelül nyolcszáz hallgató előtt az egyetem Dugonics téri épületében. A díjat az a költő, író, esszéista, vagy irodalomkritikus kaphatja meg, aki valamilyen jogviszonyban van a szegedi egyetemmel – általában 35 év alatti fiatalok a díjazottak. 
A díj célja, hogy azok, akik irodalommal foglalkoznak akár alkotóként, akár kritikusként, esszéistaként, érezzék azt, hogy figyelnek rájuk, nem felesleges, amit tesznek. Az elismerés egy bizonyos nyilvánosságot is biztosít a díjazottaknak, ezenkívül jelképes pénzjutalommal is jár.

## Díjazottak (nem teljes lista)
- 1992: Domokos Johanna
- 1993: Győrei Zsolt
- 1994: Kelemen Zoltán
- 1995: Plugor Magor
- 1996: Bíró-Balogh Tamás[1]
- 1999: Orbán János Dénes
- 2001: Lövétei Lázár László[2]
- 2002: Grecsó Krisztián[3]
- 2003: Nagy Koppány Zsolt
- 2004: Orcsik Roland
- 2005:
- 2006: Kollár Árpád[4]
- 2008: Lanczkor Gábor[5]
- 2009: Lázár Bence András[6]
- 2010: Lengyel Zoltán[7]
- 2011: Tóth Ákos[8]